# پرچم ساسکاچوان
پرچم ساسکاچوان در ۲۲ سپتامبر ۱۹۶۹ پذیرفته شد.